# ياكوفليف إير-11
ياكوفليف إير-11, المعروف أيضا باسم ياكوفليف أل تي -1، هي طائرة بثلاثة مقاعد بجناح منخفض  ومقصورة برجية أحادية السطح صممها أ. س. ياكوفليف في الاتحاد السوفياتيعام 1936.

## المواصفات
البيانات من OKB Yakovlev, Yakovlev aircraft since 1924
الخصائص العامة
- طاقم: 1
- سعة: راكبين
- طول: 7.32 م (24 قدم 0 بوصة)
- باع الجناح: 10.2 م (33 قدم 6 بوصة)
- مساحة الجناح: 16.8 م2 (181 قدم2)
- الوزن فارغة: 566 كـغ (1,248 رطل)
- الوزن الإجمالي: 891 كـغ (1,964 رطل)
- سعة الوقود: 80 كـغ (180 رطل) fuel; 14 كـغ (31 رطل) oil
- محركات: 1 × دي هافيلاند جيبسي ماجور محرك 4 اسطوانات بيستوني مبر بالهواء المعاكس, 89 كـو (120 حصان)
- مراوح: 2-ريشة wooden fixed pitch propeller مروحة خشبية مثبتة التأرجح

أداء
- السرعة القصوى: 209 كم/س (130 ميل/س؛ 113 عقدة)

- Landing speed: 82 كم/س (51 ميل/س؛ 44 عقدة)
- سرعة العبور: 195 كم/س (121 ميل/س؛ 105 عقدة)
- مدى: 720 كـم (447 ميل؛ 389 nmi)
- سقف الخدمة: 4,480 م (14,698 قدم)
- وقت الارتفاع 1,000 م (3,300 قدم) in 5.2 minutes, 3,000 م (9,800 قدم) in 21.6 minutes

- مسافة الإنطلاق: 200 م (660 قدم)

- مسافة الهبوط: 340 م (1,120 قدم)